# Raffaele Monaco La Valletta
Raffaele Monaco La Valletta (ur. 23 lutego 1827 w Aquila, zm. 14 lipca 1896 w Agerola) – włoski kardynał.

## Życiorys
Urodził się w Aquila. Studiował w Rzymie, uzyskując doktorat z teologii i prawa. W 1849 przyjął święcenia kapłańskie. Od 1854 pracował w Kurii Rzymskiej. Papież Pius IX na konsystorzu 13 marca 1868 mianował go kardynałem prezbiterem tytułu Santa Croce in Gerusalemme. Uczestniczył w Soborze Watykańskim I. Opat komendatoryjny klasztoru benedyktyńskiego w Subiaco od marca 1873 do listopada 1884. W styczniu 1874 został tytularnym arcybiskupem Heraklei i przyjął sakrę biskupią z rąk Piusa IX. Wikariusz generalny diecezji rzymskiej 1876–1884. Brał udział w konklawe 1878. W lutym 1884 stanął na czele Penitencjarii Apostolskiej oraz Świętego Oficjum Inkwizycji (obie funkcje sprawował już do śmierci). 24 marca 1884 awansował do rangi kardynała biskupa, otrzymując diecezję suburbikarną Albano. Archiprezbiter bazyliki laterańskiej od 1885. Dziekan św. Kolegium Kardynałów, prefekt św. Kongregacji ds. Ceremonii i biskup Ostia e Velletri od 1889. W czerwcu 1894 wybrano go komendatariuszem rzymskiego przeoratu zakonu joannitów. Zmarł w Agerola.